# Harald Hanson
Harald Hanson (* 28. Juli 1900 in Lübeck; † 8. März 1986 in Stuttgart) war ein deutscher Bauforscher.

## Leben
Harald Hanson studierte von 1919 bis 1928 Architektur an der TH Hannover, das Sommersemester 1921 studierte er an der TH Stuttgart. Es folgte von 1928 bis 1932 die Ausbildung zum Regierungsbaumeister im Preußischen Staatsdienst in Berlin. 1929/30 nahm er als Assistent von Uvo Hölscher an den Arbeiten im Totentempel Ramses III. in Medinet Habu teil. 1931/32 erhielt er das Reisestipendium des Archäologischen Instituts des Deutschen Reichs. Von 1932 bis 1934 war er für das Archäologische Institut des Deutschen Reichs in Spanien (mit Helmut Schlunk) und der Türkei (Asklepieion von Pergamon) tätig. 1934 bis 1938 arbeitete er für das Preußische Staatshochbauamt, 1938 wurde er Leiter der Hochbauämter in Hirschberg, Löwenberg und Landeshut und zum Regierungsbaurat ernannt. 1938 wurde er Ordinarius für Baugeschichte und Bauaufnahme an der TH Stuttgart. 1946 war er für ein halbes Jahr suspendiert wegen Zugehörigkeit zur NSDAP, ab 1949 war er wieder ordentlicher Professor. 1968 erfolgte seine Emeritierung, bis 1969 war er kommissarischer Vertreter des Lehrstuhls bis zur Berufung von Antonio Hernandez.
Er publizierte nur sehr wenig, insbesondere keine wissenschaftlichen Veröffentlichungen.

## Veröffentlichungen
- Carlshafen an der Weser. Eine barocke Stadtgründung des Landgrafen Carl von Hessen. In: Städtebau/Baupolitik, Beilage zu: Wasmuths Monatshefte für Baukunst und Städtebau, 1930, Heft 4, S. 145–147; zlb.de
- Die Ausgrabungen im Asklepieon in Pergamon. In: Die Jubiläumstagung der Koldewey-Gesellschaft in Stuttgart, vom 31. Juli bis zum 5. August 1951. Stuttgart 1952, S. 18–21.
- Roman einer Brücke. Ist die Eßlinger Pliensaubrücke zu retten? Die Wünsche des Denkmalschutzes im Widerstreit mit den Forderungen des Verkehrs: Versuch einer Berichterstattung und einer Stellungnahme. In: Schwäbische Heimat, 1961, Heft 2, S. 43–54.
- Von Baukunst und Bauforschung im „Hunderttorigen Theben“. In: Die Karawane, Heft 4, 1961/62, S. 3–20; karawane.de (PDF; 12 MB).
- Ägyptische Erinnerungen. In: Die Karawane, Heft 4, 1961/62, S. 20–42; karawane.de (PDF; 12 MB).
- Lebensnahes Ägypten. Naturalismus und Abstraktion in der ägyptischen Kunst. In: Die Karawane, Heft 4, 1961/62, S. 43–50; karawane.de (PDF; 12 MB).
- Konstantinopels Kirchen und die Moscheen Istanbuls. Antlitz und Schicksal der Stadt am Goldenen Horn im Spiegel der Baukunst. In: Kurt Bachteler (Hrsg.): Istanbul. Geschichte und Entwicklung der Stadt. Festschrift zum 60. Geburtstag von Dr. Kurt Albrecht (= Karawane-Taschenbuch). Karawane-Verlag, Ludwigsburg 1967, S. 89–130, 191–266. – Sonderdruck 1967, 2. Auflage 1970; karawane.de (PDF; 18 MB).